# Vanuatu na Letních olympijských hrách 1988
Vanuatu se účastnilo Letní olympiády 1988 v jihokorejském Soulu. Zastupovali ho 4 sportovci (3 muži a 1 žena) ve dvou sportech. Byla to historicky první účast této země na olympijských hrách. Vanuatu nevybojovalo žádnou medaili.

## Seznam všech zúčastněných sportovců
| Číslo | Jméno           | Pohlaví | Věk | Sport    |
| ----- | --------------- | ------- | --- | -------- |
| 1     | Olivette Daruhi | Žena    | 20  | Atletika |
| 2     | Baptiste Firiam | Muž     | 17  | Atletika |
| 3     | Jerry Jeremiah  | Muž     | 25  | Atletika |
| 4     | James Iahuat    | Muž     | 29  | Box      |